# ناوگاون
ناوگاون (به لاتین: Naogaon) یک منطقهٔ مسکونی در بنگلادش است که در ناحیه نوگان واقع شده‌است. ناوگاون ۳۸٫۳۶ کیلومتر مربع مساحت و ۱۵۰٬۰۲۵ نفر جمعیت دارد و ۲۰ متر بالاتر از سطح دریا واقع شده‌است.